# Who's That Knocking at My Door
Who's That Knocking at My Door, ook wel bekend als I Call First is een Amerikaans misdaadfilm uit 1967 en was het regiedebuut van Martin Scorsese. De film werd over een periode van twee jaar gefilmd. Oorspronkelijk bestond het enkel uit Scorsese's korte afstudeerfilm Bring on the Dancing Girls uit 1965 maar door middel van onafhankelijke investeerders, waaronder zijn professor van de New York-universiteit, kon hij nieuw beeldmateriaal opnemen om er een lange speelfilm van te maken. De film ging in op 15 november 1967 in première op het Filmfestival van Chicago, waar het een lovende recensie ontving van Roger Ebert.

## Plot
J.R. is een Italiaanse Amerikaan die woont op de straten van New York. Wanneer hij een relatie krijgt met een meisje uit de buurt, besluit hij te trouwen en zich te settelen. Maar wanneer hij ontdekt dat ze ooit verkracht is, komt hij in moreel conflict met zichzelf.